# Takuya Yamada
Takuya Yamada (Setagaya, 24 de agosto de 1974) é um ex-futebolista profissional japonês, que atuava como defensor.

## Carreira

### Tokyo Verdy
Takuya Yamada se profissionalizou no Tokyo Verdy.

## Seleção
Takuya Yamada integrou a Seleção Japonesa de Futebol na Copa da Ásia de 2004, sendo campeão.

## Títulos
Japão
- Copa da Ásia: 2004